# Perser (kattras)
Perser, eller perserkatt, är en långhårig kattras med anor från både slanka, asiatiska långhårskatter och satta, europeiska korthårskatter. Dess korthåriga syskonras heter Exotic.

## Utseende
Rasen karakteriseras av sin långa päls och korta, trubbiga, nos. Pälsen kräver regelbunden skötsel och kamning, och perserkatter bör badas och schamponeras någon gång per månad. Kroppsbyggnaden är kompakt med ett runt huvud, små öron och runda ögon. Persern brukar räknas till de brakycefaliska kattraserna.

## Historia
Persern är en av våra äldsta kattraser. Perserkattens historia visar att från början var det två olika kattraser som importerades. Det var Persern från Persien och Angorakatten från Ankara i Turkiet. Persern hade brett, runt huvud och en yvig päls. Kroppen var kort. Angorakatten var slank och högbent och med en längre päls. Dess ansikte var trekantigt. Med selektiv avel av de två raserna fick man så småningom fram dagens Perser. Man gjorde detta för att få en ras med längre och tätare päls. Perserns utseende blev det dominerande hos rasen. Det var länge man kallade rasen Angora men 1955 skedde ett namnbyte till Perser. Det var länge som Persern var Sveriges populäraste raskatt men i dag är katter med längre nos mer populära. Redan på 1600-talet importerade man till Europa långhåriga katter från Iran och Turkiet.

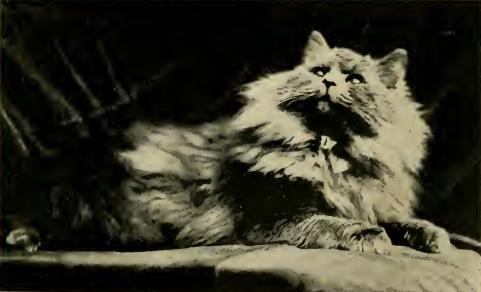
Tidig Perser (omkring 1909), då med längre nos än dagens katter

I slutet av 80-talet avlades den för att man ville förbättra rasen men det resulterade i problem med andningen. Persern av idag har dock öppet uttryck med stora klara ögon och en bred nosspegel.[källa behövs]

## Temperament
Perserkatter är i allmänhet lugna och beskedliga, och trivs bra som innekatter. De är ofta mycket fogliga till sättet och har ett jämnt temperament, samtidigt som de är keliga och sällskapliga.

## Varianter
Det finns ett antal olika varianter av perserkatterna. Här nämns några av de vanligaste:
Svart, blå, choklad, creme, lila, röd, vit, tvåfärgad, blå creme, cameo, chinchilla, colourpoint, golden, shaded silver, smoke, tabby, sköldpaddsfärgad, sköldpadd, vit och peke-faced. Alla dessa sorter ser olika ut och har några skillnader vad gäller temperamentet men de tillhör ändå kategorin perserkatter. 